# Tournée des quatre tremplins
La Tournée des quatre tremplins (en allemand : Vierschanzentournee) est une compétition de saut à ski. Elle a lieu annuellement depuis 1953 sur quatre tremplins différents (deux en Allemagne, deux en Autriche) autour du nouvel an.
Ce tournoi revêt une très grande importance aux yeux des spécialistes de la discipline du saut à ski. Au cours de l'histoire, seuls trois athlètes ont réussi le Grand Chelem en s'imposant à la suite sur les quatre tremplins : Sven Hannawald en 2001-2002, Kamil Stoch en 2017-2018 et Ryōyū Kobayashi en  2018-2019. Le recordman de victoires au classement de la tournée est Janne Ahonen avec cinq succès entre 1999 et 2008. 

## Déroulement de l'épreuve
L'épreuve se déroule sur deux jours, avec trois sauts au total (hors sauts d'entraînement) : 
- un saut de qualification la veille du concours ;
- deux sauts le jour du concours (première et deuxième manche).

Comme toutes les autres manches de coupe du monde, le concours proprement dit se déroule avec cinquante sauteurs. Une épreuve de qualification est donc organisée la veille, sur un seul saut, à laquelle prennent part tous les sauteurs inscrits. Elle a parfois lieu le même jour si les conditions météorologiques l'imposent.  
La particularité de l'épreuve de qualification de la tournée des quatre tremplins est qu'elle sert aussi à établir un tableau de 25 duels éliminatoires pour la première manche du concours en fonction du classement général de qualification :  le premier contre le 50e des qualifications, le deuxième contre le 49e... et le 25e contre le 26e. Jusqu'en 2017, les dix premiers du classement provisoire de la coupe étaient toutefois assurés de leur qualification, ils étaient dits « pré-qualifiés », mais leur participation à l'épreuve de qualification était indispensable afin d'établir le tableau des duels de la première manche. 
Lors de la première manche du concours,  les sauteurs habilités à concourir également pour le deuxième saut ne sont pas les trente premiers comme lors d'un concours habituel, mais les vainqueurs des vingt-cinq duels, qui opposent deux à deux les qualifiés (ordre de départ : 26e, 25e - 27e, 24e ... 50e, 1er) ainsi que les cinq « meilleurs perdants » (dits lucky losers), les cinq sauteurs ayant réalisé les meilleurs sauts parmi les perdants de leurs duels.
Ce système est utilisé pour la tournée des quatre tremplins depuis la saison 1996-1997. Il n'est pas utilisé si l'épreuve de qualification a lieu le jour du concours et non la veille ; ainsi, lors de la saison 2007-2008, le  système classique des trente meilleurs a été utilisé à Garmisch, Innsbruck et Bischofshofen.

## Classement
Le classement de la tournée des quatre tremplins est effectué en additionnant les points obtenus à chaque saut (longueur et notes de style), ceux qui servent à déterminer le classement de chaque compétition de saut à ski quelles qu'elles soient.

## Coupe du monde de saut à ski
Les quatre concours de cette tournée comptent aussi chacun pour la coupe du monde masculine de saut à ski, et apportent aux concurrents des points selon les mêmes modalités que les autres concours : 100 points au premier, 80 au deuxième... et un point au 30e.

## Programme
| Date              | Image | Pays      | Lieu                   | Tremplin                                      | Point K | Hill size | Record                          |
| ----------------- | ----- | --------- | ---------------------- | --------------------------------------------- | ------- | --------- | ------------------------------- |
| 29 ou 30 décembre |       | Allemagne | Oberstdorf             | Schattenbergschanze Schattenberg              | K-120   | HS 137    | 143,5 m (2003) Sigurd Pettersen |
| 1er janvier       |       | Allemagne | Garmisch-Partenkirchen | Große Olympiaschanze Grand tremplin olympique | K-125   | HS 140    | 145,0 m (2025) Michael Hayböck  |
| 3 ou 4 janvier    |       | Autriche  | Innsbruck              | Bergiselschanze Bergisel                      | K-120   | HS 130    | 138,0 m (2015) Michael Hayböck  |
| 6 janvier         |       | Autriche  | Bischofshofen          | Paul-Ausserleitner-Schanze Paul-Ausserleitner | K-125   | HS 140    | 145,0 m (2019) Dawid Kubacki    |

Habituellement, l'ordre des compétitions du tournoi est : Oberstdorf, Garmisch-Partenkirchen, Innsbruck, Bischofshofen – mais il y a des exceptions :
- 1953 : Garmisch-Partenkirchen en premier et Oberstdorf en deuxième,
- 1956–57, 1961–62, 1962–63 : Innsbruck en deuxième et Garmisch-Partenkirchen en troisième,
- 1971–72 : Innsbruck en premier et Oberstdorf en troisième,
- 2007–08, 2021–22 : l'épreuve à Innsbruck fut annulée en raison du mauvais temps et remplacée par une épreuve additionnelle à Bischofshofen.

## Palmarès
Voir aussi : Coupe du monde de saut à ski.
Voir aussi : Liste des vainqueurs des concours de la tournée des quatre tremplins
En jaune, les éditions ayant donné lieu à un Grand Chelem.
| Année | Premier                  | Deuxième              | Troisième                |
| ----- | ------------------------ | --------------------- | ------------------------ |
| 2025  | Daniel Tschofenig        | Jan Hörl              | Stefan Kraft             |
| 2024  | Ryōyū Kobayashi          | Andreas Wellinger     | Stefan Kraft             |
| 2023  | Halvor Egner Granerud    | Dawid Kubacki         | Anže Lanišek             |
| 2022  | Ryōyū Kobayashi          | Marius Lindvik        | Halvor Egner Granerud    |
| 2021  | Kamil Stoch              | Karl Geiger           | Dawid Kubacki            |
| 2020  | Dawid Kubacki            | Marius Lindvik        | Karl Geiger              |
| 2019  | Ryōyū Kobayashi          | Markus Eisenbichler   | Stephan Leyhe            |
| 2018  | Kamil Stoch              | Andreas Wellinger     | Anders Fannemel          |
| 2017  | Kamil Stoch              | Piotr Żyła            | Daniel-André Tande       |
| 2016  | Peter Prevc              | Severin Freund        | Michael Hayböck          |
| 2015  | Stefan Kraft             | Michael Hayböck       | Peter Prevc              |
| 2014  | Thomas Diethart          | Thomas Morgenstern    | Simon Ammann             |
| 2013  | Gregor Schlierenzauer    | Anders Jacobsen       | Tom Hilde                |
| 2012  | Gregor Schlierenzauer    | Thomas Morgenstern    | Andreas Kofler           |
| 2011  | Thomas Morgenstern       | Simon Ammann          | Tom Hilde                |
| 2010  | Andreas Kofler           | Janne Ahonen          | Wolfgang Loitzl          |
| 2009  | Wolfgang Loitzl          | Simon Ammann          | Gregor Schlierenzauer    |
| 2008  | Janne Ahonen             | Thomas Morgenstern    | Michael Neumayer         |
| 2007  | Anders Jacobsen          | Gregor Schlierenzauer | Simon Ammann             |
| 2006  | Janne Ahonen Jakub Janda | Non attribué          | Roar Ljøkelsøy           |
| 2005  | Janne Ahonen             | Martin Höllwarth      | Thomas Morgenstern       |
| 2004  | Sigurd Pettersen         | Martin Höllwarth      | Peter Žonta              |
| 2003  | Janne Ahonen             | Sven Hannawald        | Adam Małysz              |
| 2002  | Sven Hannawald           | Matti Hautamäki       | Martin Höllwarth         |
| 2001  | Adam Małysz              | Janne Ahonen          | Martin Schmitt           |
| 2000  | Andreas Widhölzl         | Janne Ahonen          | Martin Schmitt           |
| 1999  | Janne Ahonen             | Noriaki Kasai         | Hideharu Miyahira        |
| 1998  | Kazuyoshi Funaki         | Sven Hannawald        | Janne Ahonen             |
| 1997  | Primož Peterka           | Andreas Goldberger    | Dieter Thoma             |
| 1996  | Jens Weißflog            | Ari-Pekka Nikkola     | Reinhard Schwarzenberger |
| 1995  | Andreas Goldberger       | Kazuyoshi Funaki      | Janne Ahonen             |
| 1994  | Espen Bredesen           | Jens Weißflog         | Andreas Goldberger       |
| 1993  | Andreas Goldberger       | Noriaki Kasai         | Jaroslav Sakala          |
| 1992  | Toni Nieminen            | Martin Höllwarth      | Werner Rathmayr          |
| 1991  | Jens Weißflog            | Andreas Felder        | Dieter Thoma             |
| 1990  | Dieter Thoma             | Jens Weißflog         | Risto Laakonen           |
| 1989  | Risto Laakonen           | Matti Nykänen         | Jens Weißflog            |
| 1988  | Matti Nykänen            | Jens Weißflog         | Jiří Parma               |
| 1987  | Ernst Vettori            | Vegard Opaas          | Ulf Findeisen            |
| 1986  | Ernst Vettori            | Franz Neuländtner     | Jari Puikkonen           |
| 1985  | Jens Weißflog            | Matti Nykänen         | Klaus Ostwald            |
| 1984  | Jens Weißflog            | Klaus Ostwald         | Matti Nykänen            |
| 1983  | Matti Nykänen            | Jens Weißflog         | Horst Bulau              |
| 1982  | Manfred Deckert          | Roger Ruud            | Per Bergerud             |
| 1981  | Hubert Neuper            | Armin Kogler          | Jari Puikkonen           |
| 1980  | Hubert Neuper            | Henry Glaß            | Martin Weber             |
| 1979  | Pentti Kokkonen          | Hansjörg Sumi         | Jochen Danneberg         |
| 1978  | Kari Ylianttila          | Matthias Buse         | Martin Weber             |
| 1977  | Jochen Danneberg         | Walter Steiner        | Henry Glaß               |
| 1976  | Jochen Danneberg         | Karl Schnabl          | Reinhold Bachler         |
| 1975  | Willi Pürstl             | Edi Federer           | Karl Schnabl             |
| 1974  | Hans-Georg Aschenbach    | Walter Steiner        | Bernd Eckstein           |
| 1973  | Rainer Schmidt           | Hans-Georg Aschenbach | Sergei Boschkow          |
| 1972  | Ingolf Mork              | Henry Glaß            | Tauno Käyhkö             |
| 1971  | Jiří Raška               | Ingolf Mork           | Zbynek Hubac             |
| 1970  | Horst Queck              | Bjørn Wirkola         | Gari Napalkow            |
| 1969  | Bjørn Wirkola            | Jiří Raška            | Zbynek Hubac             |
| 1968  | Bjørn Wirkola            | Jiří Raška            | Dieter Neuendorf         |
| 1967  | Bjørn Wirkola            | Sepp Lichtenegger     | Dieter Neuendorf         |
| 1966  | Veikko Kankkonen         | Dieter Neuendorf      | Bjørn Wirkola            |
| 1965  | Torgeir Brandtzæg        | Bjørn Wirkola         | Dalibor Motejlek         |
| 1964  | Veikko Kankkonen         | Torbjørn Yggeseth     | Baldur Preiml            |
| 1963  | Toralf Engan             | Torbjørn Yggeseth     | Max Bolkart              |
| 1962  | Eino Kirjonen            | Willi Egger           | Hemmo Silvennoinen       |
| 1961  | Helmut Recknagel         | Otto Leodolter        | Kalevi Kärkinen          |
| 1960  | Max Bolkart              | Albin Plank           | Otto Leodolter           |
| 1959  | Helmut Recknagel         | Walter Habersatter    | Arne Hoel                |
| 1958  | Helmut Recknagel         | Nikolai Schamov       | Nikolaj Kamenski         |
| 1957  | Pentti Uotinen           | Eino Kirjonen         | Max Bolkart              |
| 1956  | Nikolaj Kamenski         | Sepp Bradl            | Nikolai Schamov          |
| 1955  | Hemmo Silvennoinen       | Eino Kirjonen         | Aulis Kallakorpi         |
| 1954  | Olav Bjørnstad           | Eino Kirjonen         | Sepp Bradl               |
| 1953  | Sepp Bradl               | Halvor Næs            | Asgeir Dølplads          |

## Records

### Nombres de Tournées remportées
| Nombre | Nom                   | Tournée                      |
| ------ | --------------------- | ---------------------------- |
| 5      | Janne Ahonen          | 1999, 2003, 2005, 2006, 2008 |
| 4      | Jens Weißflog         | 1984, 1986, 1991, 1996       |
| 3      | Helmut Recknagel      | 1958, 1959, 1961             |
| 3      | Bjørn Wirkola         | 1967, 1968, 1969             |
| 3      | Kamil Stoch           | 2017, 2018, 2021             |
| 3      | Ryōyū Kobayashi       | 2019, 2022, 2024             |
| 2      | Veikko Kankkonen      | 1964, 1966                   |
| 2      | Jochen Danneberg      | 1976, 1977                   |
| 2      | Hubert Neuper         | 1980, 1981                   |
| 2      | Matti Nykänen         | 1983, 1988                   |
| 2      | Ernst Vettori         | 1986, 1987                   |
| 2      | Andreas Goldberger    | 1993, 1995                   |
| 2      | Gregor Schlierenzauer | 2012, 2013                   |

### Vainqueurs de Tournée
| Tournée   | 1  | 2  | 3  | 4   | Nom                   |
| --------- | -- | -- | -- | --- | --------------------- |
| 1953-1954 | V  | V  | V  | 3.  | Olaf B. Bjørnstad     |
| 1958-1959 | V  | V  | V  | 15. | Helmut Recknagel      |
| 1959-1960 | V  | V  | V  | 5.  | Max Bolkart           |
| 1962-1963 | V  | V  | V  | 4.  | Toralf Engan          |
| 1966-1967 | 3. | V  | V  | V   | Bjørn Wirkola         |
| 1968-1969 | V  | V  | V  | 2.  | Bjørn Wirkola         |
| 1983-1984 | 2. | V  | V  | V   | Jens Weißflog         |
| 1987-1988 | 2. | V  | V  | V   | Matti Nykänen         |
| 1991-1992 | V  | 2. | V  | V   | Toni Nieminen         |
| 1997-1998 | V  | V  | V  | 8.  | Kazuyoshi Funaki      |
| 1999-2000 | 3. | V  | V  | V   | Andreas Widhölzl      |
| 2001-2002 | V  | V  | V  | V   | Sven Hannawald        |
| 2003-2004 | V  | V  | 4. | V   | Sigurd Pettersen      |
| 2004-2005 | V  | V  | V  | 2.  | Janne Ahonen          |
| 2008-2009 | 2. | V  | V  | V   | Wolfgang Loitzl       |
| 2015-2016 | 3. | V  | V  | V   | Peter Prevc           |
| 2017-2018 | V  | V  | V  | V   | Kamil Stoch           |
| 2018-2019 | V  | V  | V  | V   | Ryōyū Kobayashi       |
| 2021-2022 | V  | V  | V  | 5.  | Ryōyū Kobayashi       |
| 2022-2023 | V  | V  | 2. | V   | Halvor Egner Granerud |

| Tournée   | 1   | 2   | 3  | 4   | Nom                |
| --------- | --- | --- | -- | --- | ------------------ |
| 1954-1955 | 2.  | 3.  | 2. | 2.  | Hemmo Silvennoinen |
| 1955-1956 | 7.  | 4.  | 6. | 4.  | Nikolaj Kamenski   |
| 1969-1970 | 2.  | 10. | 2. | 4.  | Horst Queck        |
| 1970-1971 | 5.  | 2.  | 2. | 2.  | Jiří Raška         |
| 1971-1972 | 22. | 3.  | 2. | 4.  | Ingolf Mork        |
| 1986-1987 | 7.  | 7.  | 3. | 2.  | Ernst Vettori      |
| 1988-1989 | 2.  | 3.  | 7. | 10. | Risto Laakkonen    |
| 1998-1999 | 5.  | 2.  | 2. | 2.  | Janne Ahonen       |
| 2023-2024 | 2.  | 2.  | 2. | 2.  | Ryōyū Kobayashi    |

### Victoires par tremplin
| - #1 : Oberstdorf - #3 : Innsbruck | - #2 : Garmisch-Partenkirchen - #4 : Bischofshofen |  |

| Nom                   | Pays                           | Victoires | Tremplins | Tremplins | Tremplins | Tremplins | Tournées |
| Nom                   | Pays                           | Victoires | #1 O.     | #2 G.     | #3 I.     | #4 B.     | Tournées |
| --------------------- | ------------------------------ | --------- | --------- | --------- | --------- | --------- | -------- |
| Jens Weißflog         | Allemagne de l'Est Allemagne   | 10        | 2         | 4         | 1         | 3         | 4        |
| Bjørn Wirkola         | Norvège                        | 10        | 1         | 3         | 3         | 3         | 3        |
| Janne Ahonen          | Finlande                       | 9         | 2         | 2         | 2         | 3         | 5        |
| Gregor Schlierenzauer | Autriche                       | 9         | 2         | 3         | 2         | 2         | 2        |
| Ryōyū Kobayashi       | Japon                          | 8         | 3         | 2         | 1         | 2         | 3        |
| Matti Nykänen         | Finlande                       | 7         | 1         | 2         | 3         | 1         | 2        |
| Kamil Stoch           | Pologne                        | 7         | 1         | 1         | 2         | 3         | 3        |
| Sven Hannawald        | Allemagne                      | 6         | 2         | 1         | 1         | 2         | 1        |
| Helmut Recknagel      | Allemagne de l'Est             | 6         | 1         | 1         | 2         | 2         | 3        |
| Kazuyoshi Funaki      | Japon                          | 5         | 1         | 1         | 3         | –         | 1        |
| Andreas Goldberger    | Autriche                       | 5         | –         | –         | 3         | 2         | 2        |
| Stefan Kraft          | Autriche                       | 5         | 3         | –         | 1         | 1         | 1        |
| Thomas Morgenstern    | Autriche                       | 5         | 2         | –         | 1         | 2         | 1        |
| Jochen Danneberg      | Allemagne de l'Est             | 4         | 1         | 2         | 1         | –         | 2        |
| Toni Innauer          | Autriche                       | 4         | 2         | 1         | –         | 1         | –        |
| Anders Jacobsen       | Norvège                        | 4         | 1         | 2         | 1         | –         | 1        |
| Veikko Kankkonen      | Finlande                       | 4         | 1         | 1         | 1         | 1         | 2        |
| Hubert Neuper         | Autriche                       | 4         | 1         | 1         | 1         | 1         | 2        |
| Jiří Raška            | Tchécoslovaquie                | 4         | –         | 1         | –         | 3         | 2        |
| Martin Schmitt        | Allemagne                      | 4         | 3         | 1         | –         | –         | –        |
| Dieter Thoma          | Allemagne de l'Ouest Allemagne | 4         | 3         | –         | –         | 1         | 1        |
| Andreas Widhölzl      | Autriche                       | 4         | –         | 1         | 1         | 2         | 1        |
| Simon Ammann          | Suisse                         | 3         | 2         | 1         | –         | –         | –        |
| Olaf B. Bjørnstad     | Norvège                        | 3         | 1         | 1         | 1         | –         | 1        |
| Max Bolkart           | Allemagne de l'Ouest           | 3         | 1         | 1         | 1         | –         | 1        |
| Willi Egger           | Autriche                       | 3         | –         | 1         | 1         | 1         | –        |
| Toralf Engan          | Norvège                        | 3         | 1         | 1         | 1         | –         | 1        |
| Andreas Felder        | Autriche                       | 3         | –         | 2         | –         | 1         | –        |
| Halvor Egner Granerud | Norvège                        | 3         | 1         | 1         | –         | 1         | 1        |
| Noriaki Kasai         | Japon                          | 3         | –         | 2         | 1         | –         | –        |
| Yukio Kasaya          | Japon                          | 3         | 1         | 1         | 1         | –         | –        |
| Eino Kirjonen         | Finlande                       | 3         | 2         | –         | –         | 1         | 1        |
| Dawid Kubacki         | Pologne                        | 3         | –         | 1         | 1         | 1         | 1        |
| Wolfgang Loitzl       | Autriche                       | 3         | –         | 1         | 1         | 1         | 1        |
| Ingolf Mork           | Norvège                        | 3         | 1         | 1         | –         | 1         | 1        |
| Dieter Neuendorf      | Allemagne de l'Est             | 3         | 2         | –         | 1         | –         | –        |
| Toni Nieminen         | Finlande                       | 3         | 1         | –         | 1         | 1         | 1        |
| Sigurd Pettersen      | Norvège                        | 3         | 1         | 1         | –         | 1         | 1        |
| Peter Prevc           | Slovénie                       | 3         | –         | 1         | 1         | 1         | 1        |
| Karl Schnabl          | Autriche                       | 3         | –         | 1         | 1         | 1         | –        |

## Anecdote
En 1965, le skieur polonais Stanisław Marusarz, médaille d'argent aux championnats du monde de 1938 à Lahti, demanda au jury de l'épreuve de Garmish-Partenkirchen l'autorisation de faire un saut en amateur sans participer à la compétition. Après un long débat, le jury accepta. Sous les applaudissements du public, Stanisław Marusarz, alors âgé de 53 ans et n'ayant pas pratiqué depuis plusieurs années, parvint à faire un saut de 66 mètres.